# أمير آباد (قرقل باغستان)
أمير آباد هي بلدة في منطقة الحكم الذاتي في قرقل باغستان في أوزبكستان.